# La Chapelle-du-Noyer
La Chapelle-du-Noyer is een gemeente in het Franse departement Eure-et-Loir (regio Centre-Val de Loire). De plaats maakt deel uit van het arrondissement Châteaudun. La Chapelle-du-Noyer telde op 1 januari 2022 1.014 inwoners.

## Geografie
De oppervlakte van La Chapelle-du-Noyer bedroeg op 1 januari 2022 13,31 vierkante kilometer; de bevolkingsdichtheid was toen 76,2 inwoners per km².

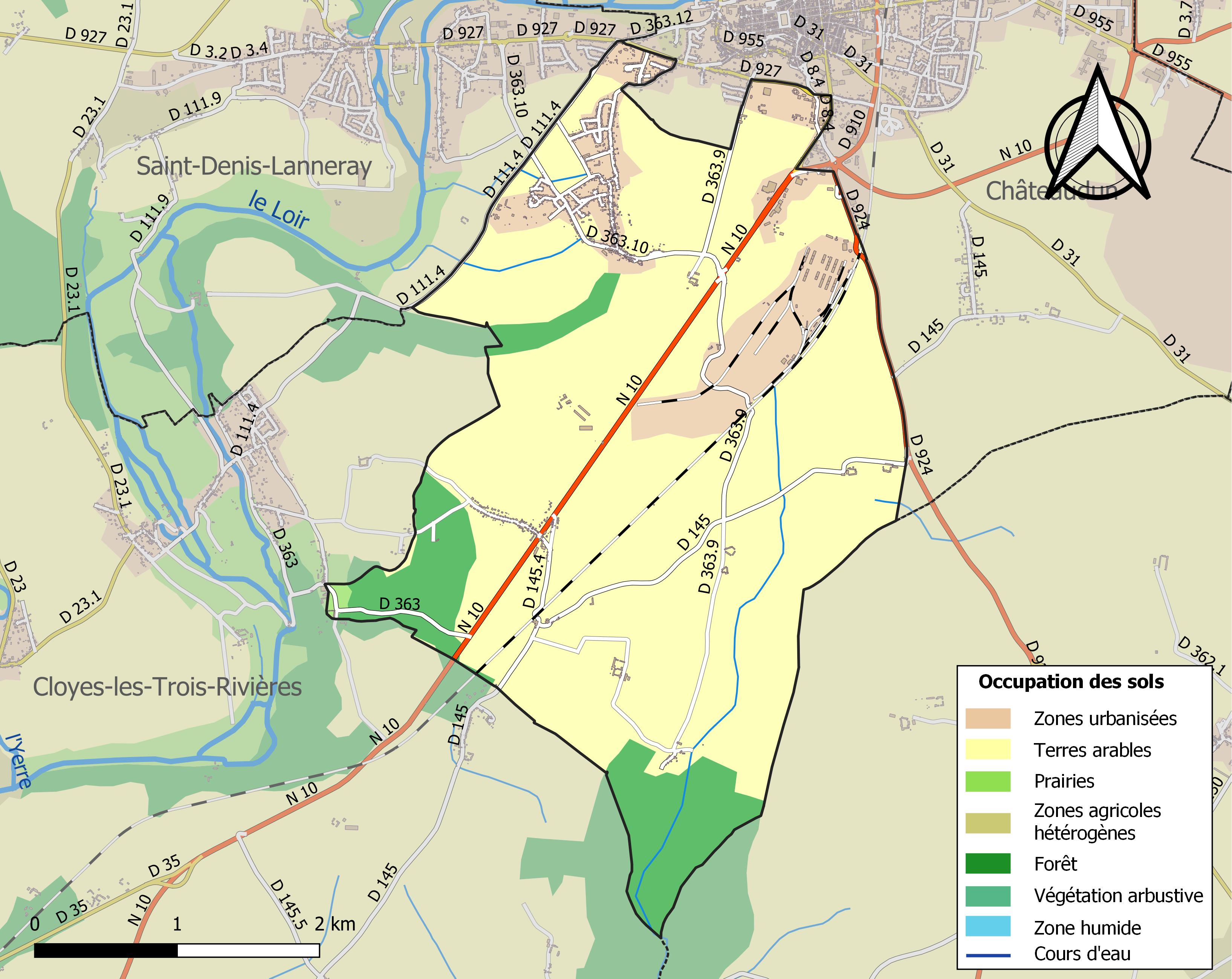
Kaart van de gemeente met belangrijkste infrastructuur, bodemgebruik en omliggende gemeenten

## Demografie
Onderstaande figuur toont het verloop van het inwonertal (bron: INSEE-tellingen).